# Pažanga Vilnius
El Pažanga Vilnius fue un equipo de fútbol de Lituania que jugó en la Liga Soviética de Lituania, la primera división de la RSS de Lituania.

## Historia
Fue fundado en el año 1968 en la capital Vilnius luego de usurpar misteriosamente al FK Saliutas Vilnius, equipo tres veces campeón nacional y dos veces campeón de copa nacional en los años 1950 y años 1960. Su nombre en español significa progreso.
Los buenos años del club llegaron en años 1970 y años 1980 donde fue campeón nacional en tres ocasiones y fue campeón de copa dos veces en cuatro finales que jugó en 18 temporadas en las que formó parte de la primera división hasta su desaparición en 1986.

## Palmarés
- Liga Soviética de Lituania: 3

1971, 1982, 1983
- Copa Soviética de Lituania: 2

1971, 1982

## Jugadores

### Jugadores destacados
| - Algirdas Biliūnas - Algirdas Dubinskas - Vytautas Jančiauskas - Vincas Kateiva | - Kęstutis Latoža - Eugenijus Riabovas - Ritas Vaiginas |